# Pfarrkirche Mödling-Herz Jesu

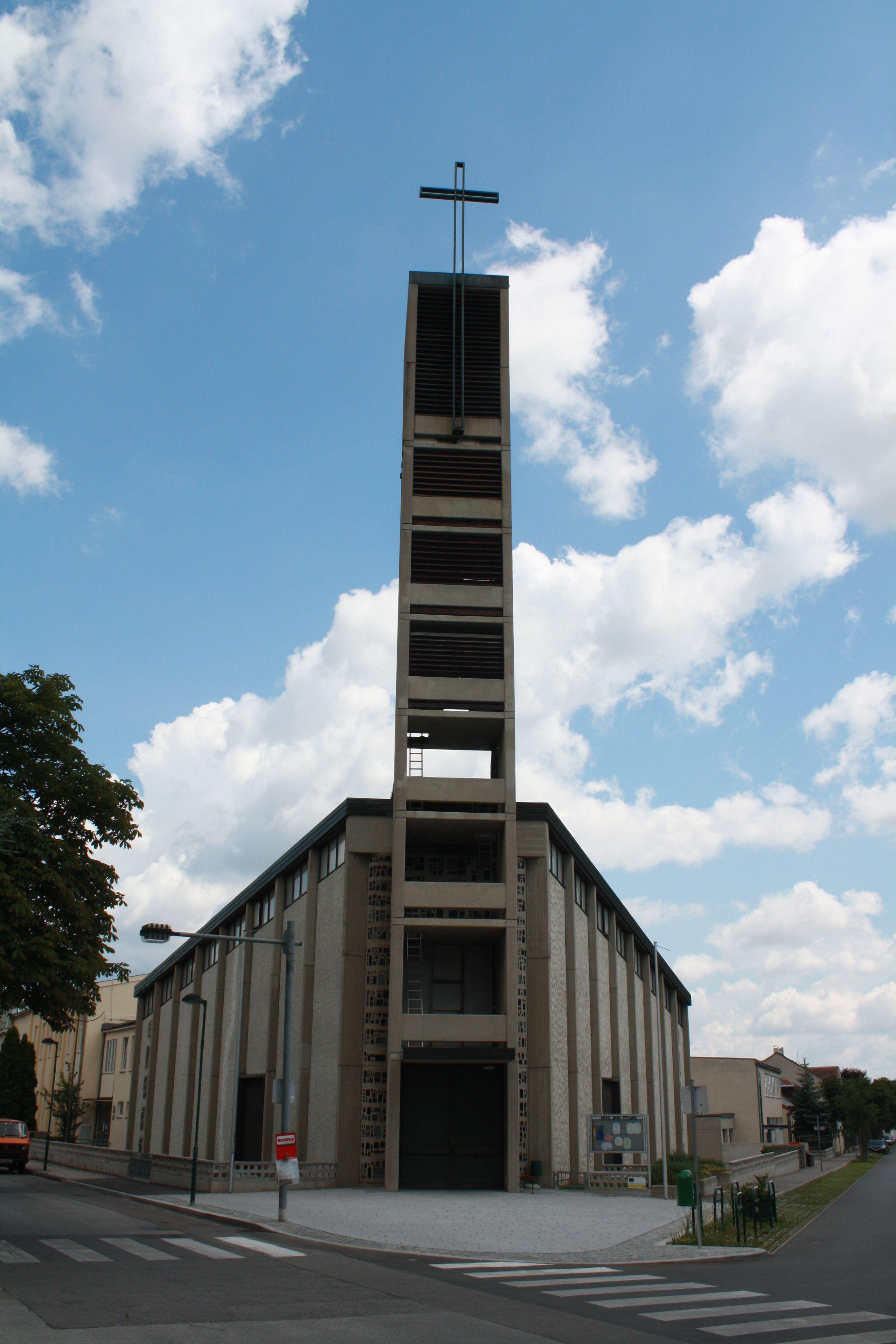
Röm-kath. Pfarrkirche Herz Jesu in Mödling-Schöffelstadt

Die römisch-katholische Pfarrkirche Herz Jesu befindet sich in der Gemeinde Mödling im Bezirk Mödling in Niederösterreich. Sie ist dem „Heiligsten Herz Jesu“ geweiht und gehört zum Dekanat Mödling im Vikariat Unter dem Wienerwald der Erzdiözese Wien. Das Kirchengebäude und die Ausstattung stehen ebenso (Listeneintrag) wie der nahe gelegene Theresiensaal, die frühere Pfarrkirche bzw. Kinderheimkapelle (Listeneintrag), unter Denkmalschutz.

## Lagebeschreibung

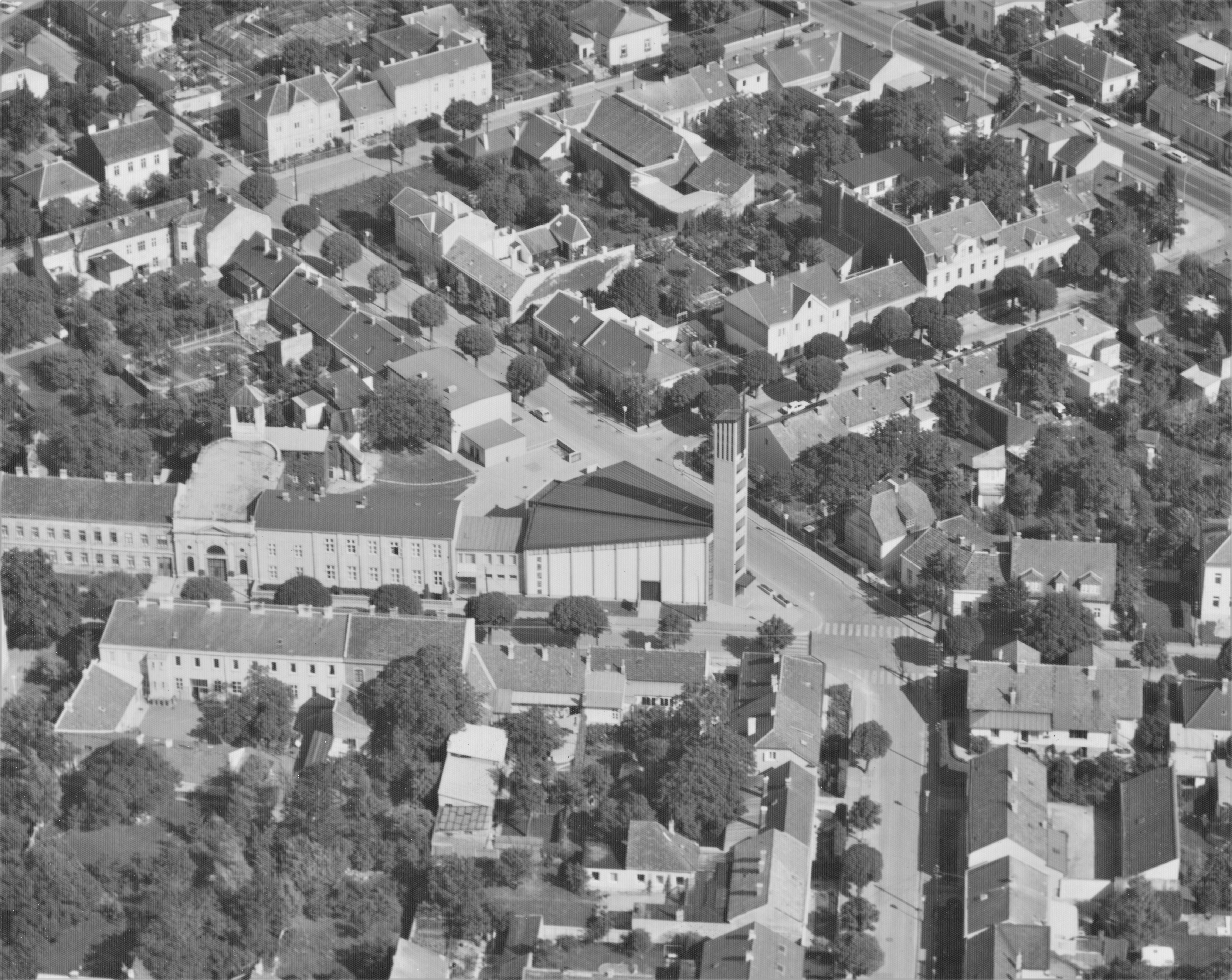
Das Pfarrareal von Herz Jesu; am linken Bildrand der heutige Theresiensaal (Luftbildaufnahme, 1971)

Die Herz-Jesu-Kirche steht abseits der Hauptdurchzugsrouten in der Mödlinger Schöffelstadt an der Straßenkreuzung Maria-Theresien-Gasse und Ungargasse, der Turm ist allerdings weithin sichtbar. Die Adresse lautet 2340 Mödling, Maria-Theresien-Straße 18–20.

## Geschichte
Bis 1924 gehörte die Mödlinger Schöffelvorstadt, wie sie damals noch genannt wurde, zur Pfarre St. Othmar. Mit Jänner 1925 wurde hier vor allem auf Betreiben und mit wesentlicher finanzieller Unterstützung (Abgeltung der entfallenden Stolgelder an die Pfarre St. Othmar) des nahe gelegenen Missionshauses St. Gabriel der Steyler Missionare (SVD) nach jahrelangen Bemühungen eine eigene Pfarre gegründet, zu der auch die Kirche St. Josef des ehem. Hyrtl'schen Waisenhauses, das (heutige) Landesklinikum Mödling und (heutige) Pflege- und Betreuungszentrum Mödling gehören. Die Pfarre ist Teil des Dekanats Mödling. Pfarre und Kirche Herz-Jesu sind in vielfacher Hinsicht wesentlich und identitätsstiftend für die Mödlinger Schöffelstadt.
Seit 1925 wird die Pfarre Herz Jesu von den Steyler Missionaren betreut. Ein besonderer Schwerpunkt waren von Anfang an die pastoral-caritative, medizinische Unterstützung (Kinderbetreuungsmöglichkeiten, kostenlose Essensausgabe, Mütterberatungsstelle etc.) und Bildungsangebote für die Bevölkerung dieses Stadtteils. Als Pfarrkirche diente anfangs die bereits 1909 erbaute und heute noch als „Theresiensaal“ bestehende Herz-Jesu-Kapelle der „Panholzer'schen Kaiser-Jubiläums-Kinder-Stiftung“ in der Maria-Theresien-Gasse 18, deren Einrichtung ja für Kinder gedacht war. Daher gab es schon um 1930 Bemühungen, eine größere, den Anforderungen entsprechende Pfarrkirche zu errichten. Die nahe gelegene Josefs-Kirche des Hyrtl’schen Waisenhauses am Hyrtl-Platz stand nicht zur Verfügung, da sie vom Waisenhaus intensiv genutzt wurde, das Vorhaben, an der Straßengabelung Wienerstraße/Neudorferstraße eine repräsentative Kirche zu realisieren, scheiterte. Auch das Pfarrareal selbst wurde als Bauplatz erwogen, die hofseitigen Arkaden des Pfarrhauses zeugen heute noch von einem derartigen Vorhaben. Wirtschaftskrisen, der „Anschluss“ und der Zweite Weltkrieg verhinderten weitere konkrete Bauplanungen.

## Die konkrete Planung des Neubaus der Pfarrkirche Herz Jesu in Mödling
Mit finanzieller Hilfe der Steyler Missionare konnten schließlich Grundstücke Ecke Maria-Theresien-Gasse und Ungargasse um 1960 erworben werden, anliegende Parzellen gehörten bereits zur Pfarre. Schließlich entwarf 1961 der Architekt Franz Andre (1934–2012), die Kirche, einen neuen Pfarrhof und Nebengebäude wie z. B. Pfarr-Kindergarten und Hostienbäckerei.
Auf Grund der schwierigen Finanzierungslage konnte erst im November 1969 mit dem Bau begonnen werden. Ein Gutteil der notwendigen Geldmittel wurde durch private Spenden aus Mödling aufgebracht, wesentliche Unterstützung kam von der Erzdiözese Wien, dem Missionshaus St. Gabriel und der Stadtgemeinde Mödling. Es wurde darauf geachtet, vor allem Mödlinger Firmen für den Bau heranzuziehen.
Am 24. Oktober 1971 wurde die Kirche von Erzbischof-Koadjutor Franz Jachym geweiht.
Die alte Kirche, die frühere Kinderheim-Kapelle, wurde in weiterer Folge zum „Theresiensaal“ umgebaut, einem kulturellen Zentrum. Weiters blieben vom alten Pfarrhof zwei Fensterachsen mit dem Stiegenhaus zur früheren Orgel-Empore und mit diversen Nebenräumen erhalten.

## Patrozinium
Das Patrozinium zum „Heiligsten Herz Jesu“ wurde von der alten Pfarrkirche, der ehemaligen Kinderheimkapelle, übernommen. Die Herz-Jesu-Verehrung bezieht sich auf die Evangelienstellen Joh 7,37 f. bzw. Joh 19,34 und geht auf die Mystik des Mittelalters zurück, wurde später vom Jesuitenorden gefördert, durch ein Gelöbnis der Tiroler Landstände 1796 populär und war um 1900 in Österreich und Süddeutschland weit verbreitet. Sie ist nicht nur auf den kath. Bereich beschränkt, sondern bietet durch ihren christozentrischen Akzent auch ökumenische Anknüpfungspunkte. Das Herz-Jesu-Fest wird entsprechend dem röm.-kath. Kalendarium jeweils am Freitag nach dem zweiten Sonntag nach Pfingsten gefeiert.

## Kirchenbau
Architektur

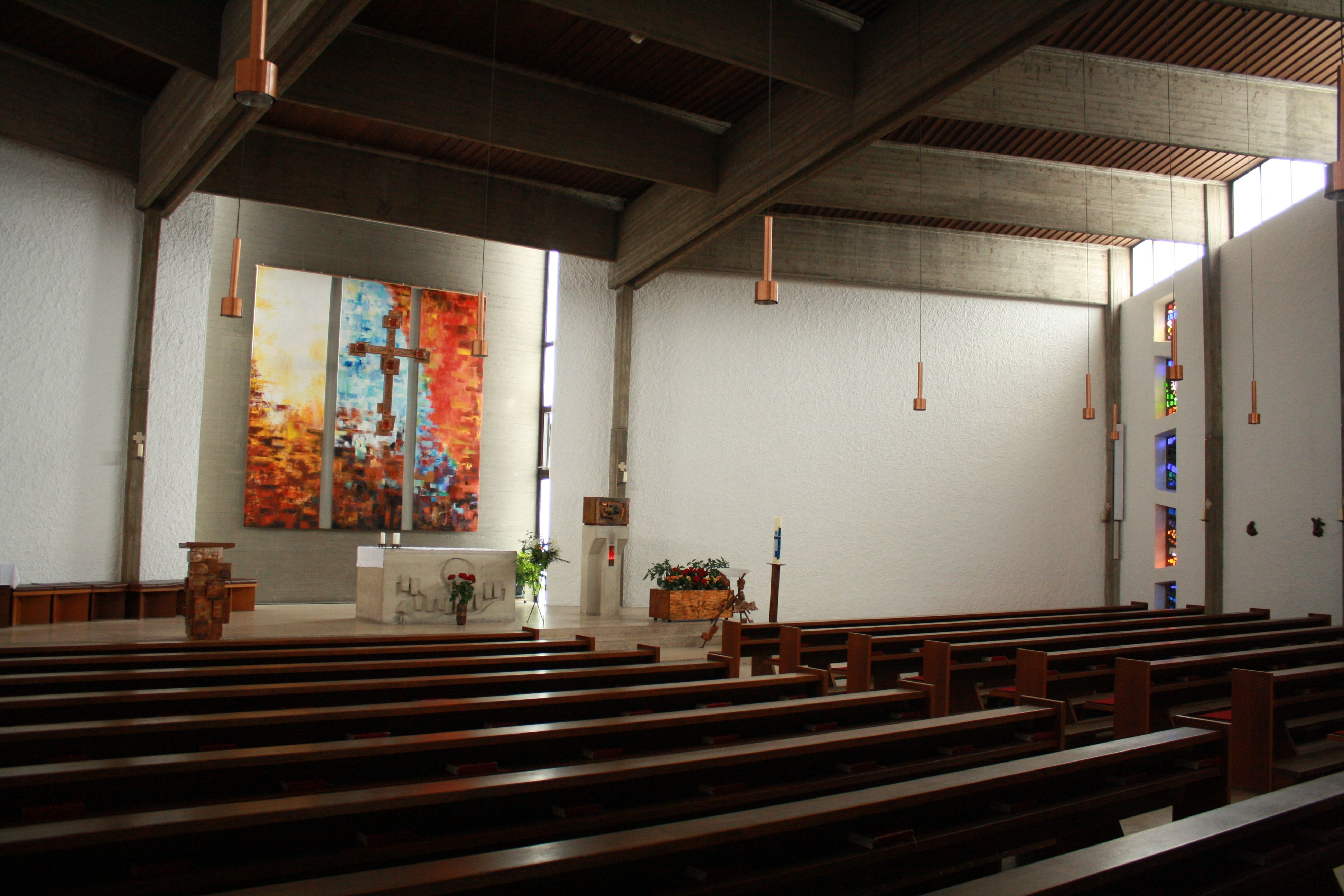
Mödling, Pfarrkirche Herz Jesu, Innenansicht.

 Die Kirche ist ein nach Nordosten ausgerichteter Stahlbeton-Skelettbau über einem unregelmäßigen, fünfseitigen ungewöhnlichen Grundriss, der sich aus der trapezförmigen Form des Eckgrundstücks ergab und der die Parzelle zwischen zwei im spitzen Winkel einander kreuzenden Straßen nachzeichnet. Das Gebäude hat ein ansteigendes Flachdach und einen markanten, vorgestellten Glockenturm an der Südwestseite. Der Kirchenbau ist als das Hauptwerk von Franz Andre anzusehen.
Der markante, 28 Meter hohe Turm mit seinem elf Meter hohen Kreuz an der Straßengabelung Ungargasse/Maria-Theresien-Gasse ragt deutlich über die umgebenden Bauten empor und betont zugleich den schmalen Eingangsbereich mit einem kleinen Vorplatz. In den Turm wurden die drei Glocken der alten Kirche übertragen. Der Turm ist vom Kirchenkorpus baulich abgesetzt um Schwingungsübertragung zu vermeiden.
Der trichterförmige Kirchenraum mit einer Grundfläche ca. 435 m² besitzt einen (Kunst-)Steinboden und eine Holzlattendecke über einer markanten Betonrasterkonstruktion.
Der Saalraum wird durch hoch gelegene horizontale Fensterbänder, der Altarraum durch seitliche vertikale Lichtschlitze belichtet. Nach Nordosten hin verbreitert sich das Kirchenschiff auf rund 25 Meter, der leicht abfallende Innenraum mit einer Höhe von rund acht Meter misst in der Länge rund 28 Meter. Über dem Eingangsbereich befindet sich die Orgelempore, die in der Grundform dem Kirchenraum im verkleinerten Maßstab entspricht.
Eingangsbereich und Orgelempore
Den Eingangsbereich unter der Empore flankieren bei den beiden Pfeilern Statuen des hl. Leopold und des hl. Augustinus: der hl. Leopold als Landespatron von Niederösterreich, gekennzeichnet durch ein Kirchenmodell, das auf seine Gründung Klosterneuburg hinweist, der hl. Augustinus mit brennendem Herzen und Buch als Attribut, was ihn als Kirchenlehrer und als prägende Persönlichkeit der frühen Kirche kennzeichnet. Beide Figuren stammen aus dem ehemaligen Kloster in Wiener Neudorf. Ein Beichtstuhl nahe dem Eingang und zwei weitere seitliche Ein- bzw. Ausgänge (Notausgänge) sind prägend für den Eingangsbereich.
Die Orgelempore war ursprünglich auch als Werktagskapelle gedacht, daher mit einem Altar und einer Farbglaswand von Hermann Bauch ausgestattet. Die steile Treppe zur Orgelempore war von Anfang an aber für viele beschwerlich und so für die regelmäßige Nutzung als Kapelle hinderlich. Die (erste) Orgel wurde von der Stadt Mödling gespendet und am 19. Dezember 1971 eingeweiht. Der Spieltisch wurde auf der Orgelempore situiert. Da sie im Laufe der Jahre irreparabel wurde, übernimmt seit 2008 eine digitale Orgel diese liturgische Aufgabe. Sie verfügt über zwei Manuale, 37 Register und 2.500 Samples (Aufnahmen „echter“ Orgelpfeifen). Für dieses Instrument wurden auch romantische Orgelstimmen der 2019 durch Brand schwer beschädigten Orgel von Notre Dame in Paris eingespielt.
Altarraum und Inneneinrichtung

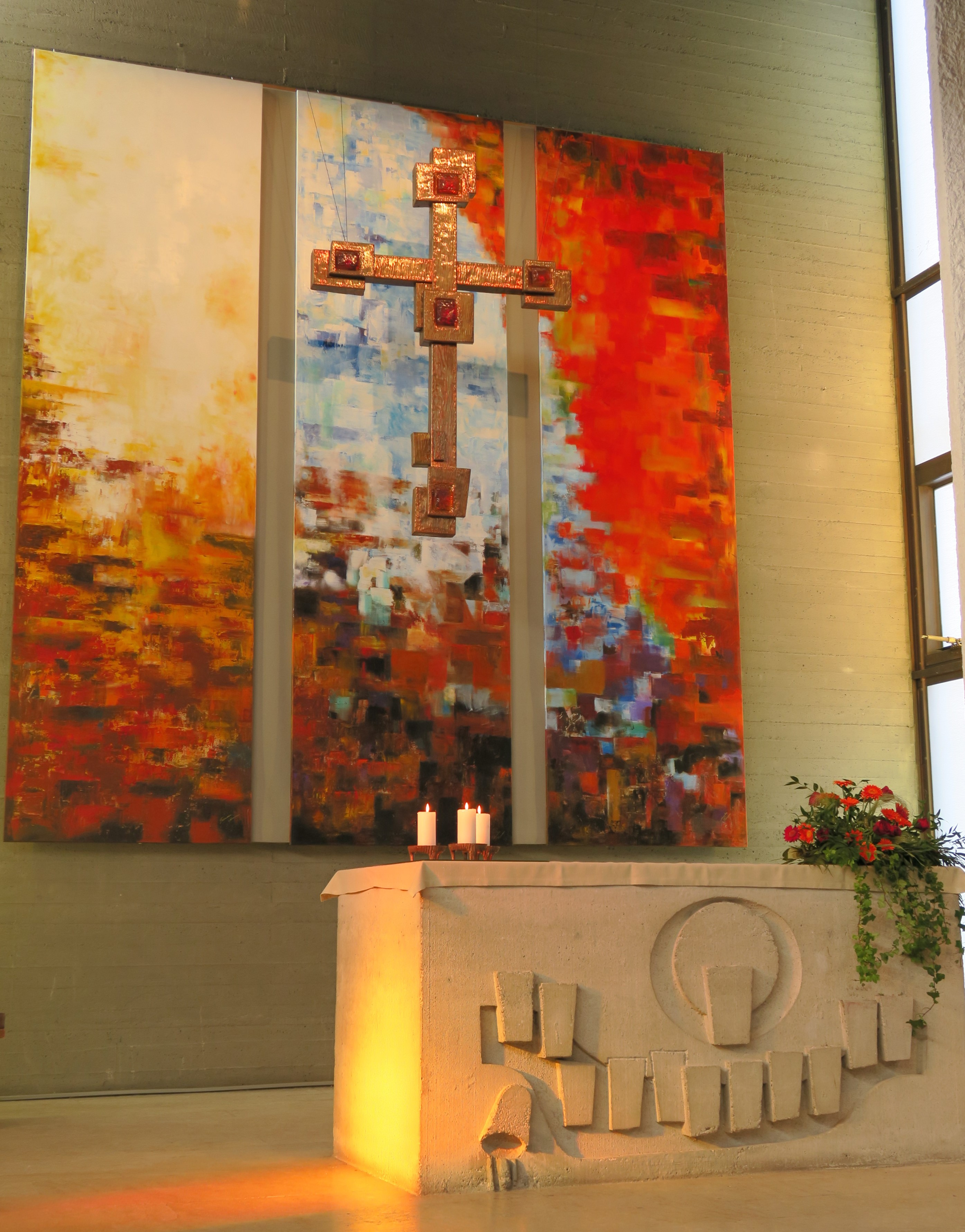
Mödling, Pfarrkirche Herz Jesu; Altarbereich.

Im Altarraum steht erhöht der Volksaltar, gestaltet von Hermann Bauch. Sein Betonrelief nimmt Bezug auf die Einsetzung der Eucharistie und zeigt eine Brotscheibe (Hostie), einen Kelchbecher und weitere zwölf Becher, einer davon umgestürzt – Zeichen für das „letzte Abendmahl“. Im Altar sind – wie in kath. Kirchen üblich – Reliquien geborgen, hier die des hl. Clemens Maria Hofbauer CSsR (1751–1820), Stadtpatron von Wien, und des hl. Josaphat Kunzewitsch OBas (1580–1623), eines vor allem in Polen und Litauen, aber auch in der Ukraine verehrten Mönchs, Märtyrers und Heiligen.

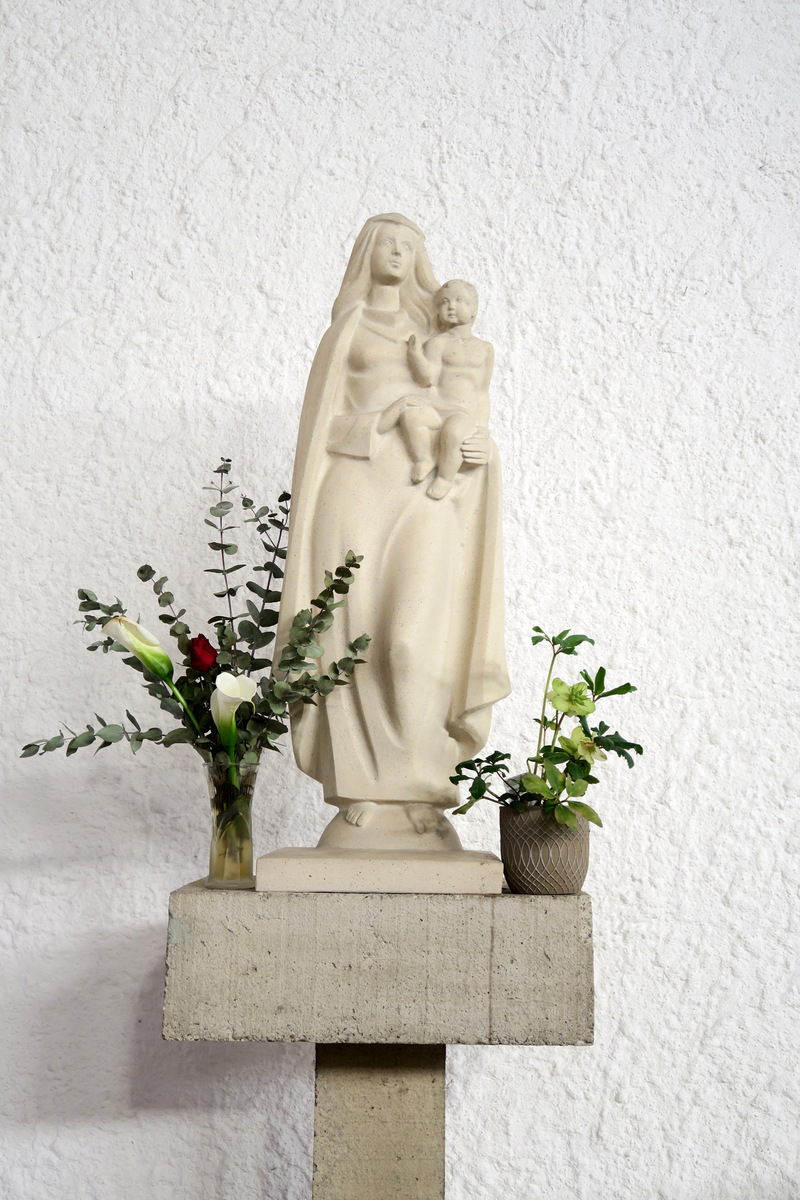
Mödling, Pfarrkirche Herz Jesu; Marienstatue von E. Wenzelis.

Der Altarraum wird dominiert von einem kupfernen Hängekreuz mit roten Glassteinen – Symbole für die Wunden Jesu – von Rudolf Walter. Das farbintensive und um 2005 dahinter angebrachte abstrakte Acrylbild von Anneliese Formann nimmt Bezug auf das Weihnachtsgeheimnis (linke Seite, mit gelb-weiß-roten Farbakzenten), auf Tod und Auferstehung Christi (Mitte, überwiegend blaue Farbgebung) und auf das Pfingstfest (betont rote Farbabstimmung), die „Geburtsstunde“ der Kirche. Hinter diesem Altarbild befindet sich noch das frühere von Anneliese Formann, auf das Weihnachtsgeschehen Bezug nehmend. Der kupferne Tabernakel von Rudolf Walter ist ähnlich dem Kreuz mit Glassteinen ausgeschmückt. Der Ambo, der Osterkerzenleuchter und der Ständer der Taufschale wurden später den Werken von Rudolf Walter nachempfunden.
Farbe bringen auch die seitlichen Betonglasfenster von Hermann Bauch in den Raum. Durch einen Irrtum wurde allerdings das dunklere „Abendfenster“, gekennzeichnet vor allem durch die Kerze, an der Südostseite, eingesetzt, ihm gegenüber das hellere „Morgenfenster“ mit der strahlenden Sonne. Hermann Bauch gestaltete auch die Tabernakelsäule und das Podest für die Marienstatue von Ernst Wenzelis. Mit deutlichem Bezug auf die gotische Bildtradition sind bei dieser Marienstatue Standbein und Spielbein deutlich ausgeprägt und deuten das Schweben der Gottesmutter an, das Kind ruht scheinbar schwerelos auf ihrem Arm. Die Kreuzwegdarstellungen aus Bronzeguss eines anonymen Künstlers wurden um 1995 hinzugefügt. Die abgestuften, hölzernen Bankreihen bieten rund 260 Sitzplätze. An der linken Wand findet sich über dem Eingang zur Sr.-Maria-Restituta-Kapelle die Holzverkleidung des ehemaligen Orgelwerks.
Die Fassade des Altarraums zum Hof hin ist durch ein flach reliefiertes Kreuz gekennzeichnet, das fast die gesamte Wandfläche einnimmt. Dieser Bereich ist für sogenannte Feldmessen im Freien gedacht.

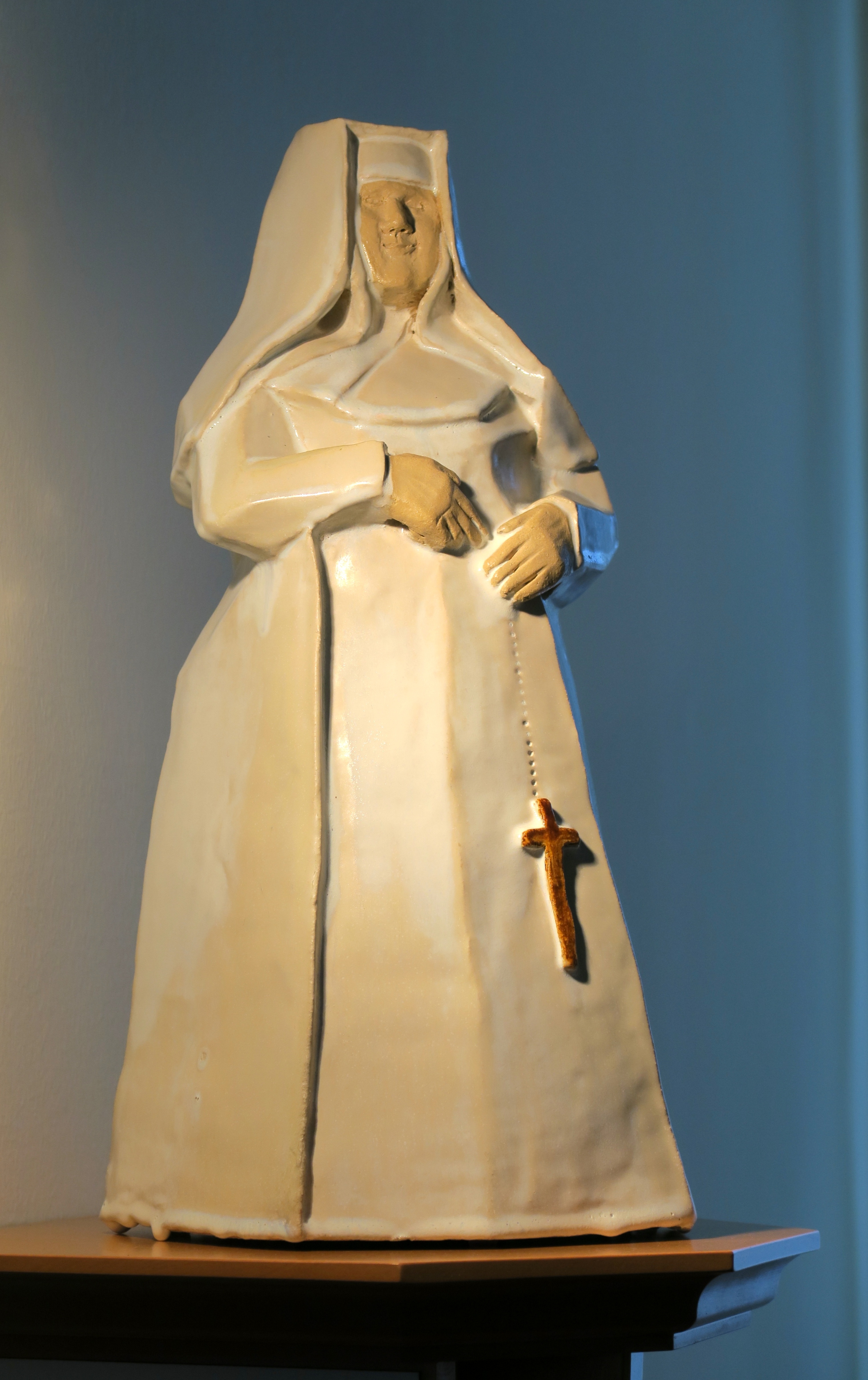
Mödling, Pfarrkirche Herz Jesu; Sr.-Maria-Restituta-Staue von L. Philippovich (2017).

## Sr.-Maria-Restituta-Kapelle
Unmittelbar anschließend an den Kirchenraum findet sich die Sr.-Maria-Restituta-Kafka-Kapelle, die ehemalige Sakristei, seit 2006 als Werktagskapelle genutzt. Hinter dem schlichten Holzaltar befinden sich ein historisches Kreuz (um 1910?) aus dem früheren Kinderheim und ein Acrylbild von Anneliese Formann. Eine Keramikstatue der mit der Pfarre Herz Jesu eng verbundenen Sr. Maria Restituta Kafka, 2017 von Lukas Philippovich geschaffen, erinnert an die Namensgeberin der Kapelle. Sr. Maria Restituta Kafka SFCC (1894–1943) war Ordens- und Krankenschwester und Märtyrerin, die sich während der Zeit des Nationalsozialismus den Machthabern widersetzte. Sie arbeitete im Krankenhaus Mödling. Sie wurde am 21. Juni 1998 während des Österreich-Besuchs von Papst Johannes Paul II. auf dem Heldenplatz in Wien seliggesprochen.

## Weitere Entwicklung

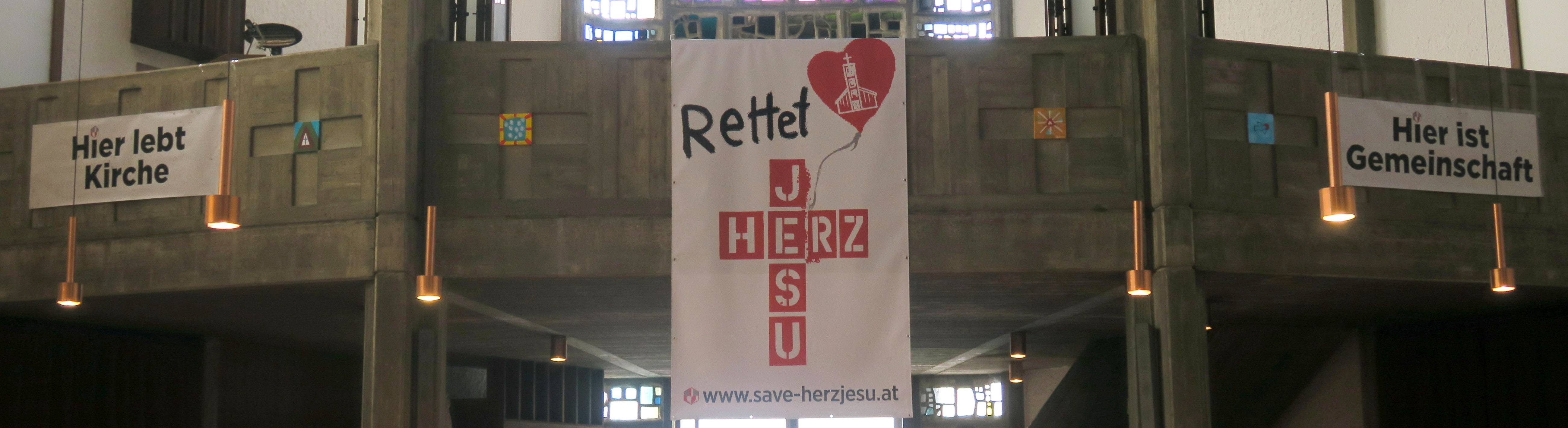
Mödling Pfarrkirche Herz Jesu Protestplakat einer Initiativgruppe gegen einen möglichen Abriss (Feb. 2024)

Im Oktober 2023 wurde seitens der Erzdiözese Wien das mögliche Vorhaben bekannt, die Pfarren St. Othmar und Herz Jesu wiederum zu einer Pfarre zusammenzuschließen und das Pfarrareal von Herz Jesu zu veräußern, was in weiterer Folge auch den Abbruch der denkmalgeschützten Kirchengebäude und der weiteren Bauten bedeuten könnte. Es bildeten sich Initiativgruppen, um den nicht auszuschließenden Abbruch vor allem der denkmalgeschützten historischen Kirchengebäude zu vermeiden. Seit Sommer 2024 liegt seitens der Erzdiözese Wien die Zusage vor, die Pfarre Herz Jesu als selbständige Teilgemeinde einer künftigen Pfarre Mödling mit entsprechenden Räumen für Liturgie und für sozial-karitativ-kommunikative Veranstaltungen in der Mödlinger Schöffelstadt zu erhalten.